# Boris Kukarkin
Boris Kukarkin (n. 1909 Nijni Novgorod – d. 1977, Moscova) - a fost un astronom rus, profesor universitar la Moscova, specialist în stele variabile.